# Cyrestis parthenia
Cyrestis parthenia är en fjärilsart som beskrevs av Johannes Karl Max Röber 1887. Cyrestis parthenia ingår i släktet Cyrestis och familjen praktfjärilar. Inga underarter finns listade i Catalogue of Life.